# Pontinia
Pontinia est une commune italienne d'environ 15 000 habitants, située dans la province de Latina, dans la région Latium, en Italie centrale.

## Administration
| Période                                  | Période | Identité | Étiquette | Qualité |
| ---------------------------------------- | ------- | -------- | --------- | ------- |
|                                          |         |          |           |         |
| Les données manquantes sont à compléter. |         |          |           |         |

### Communes limitrophes
Latina, Priverno, Sabaudia, Sezze, Sonnino, Terracina

## Jumelages
- Utena (Lituanie)
- Vittoria (Italie)
- Goro (Italie)